# Attentat à l'hôtel Sémiramis de Jérusalem
L'Attentat à la bombe à l'hôtel Semiramis était une attaque terroriste menée par un groupe paramilitaire juif, la Haganah dans l'hôtel Sémiramis appartenant à des chrétiens dans le quartier de Katamon de Jérusalem pendant la Guerre civile de 1947-1948 en Palestine mandataire.
Après avoir soupçonné que l'hôtel Sémiramis était l'un des deux quartiers généraux arabes de Jérusalem, la Haganah y a posé une bombe dans la nuit du 5 au 6 janvier 1948. La mission a été effectuée par une équipe composée de quatre hommes appuyée par dix tireurs. L'explosion a tué 24 ou 26 civils, dont au moins un enfant.  Parmi les morts se trouvaient sept membres de la famille Aboussouan et Hubert Lorenzo, le fils de 23 ans du propriétaire. Le vice-consul espagnol, Manuel Allende Salazar, a également été tué dans l'attaque.

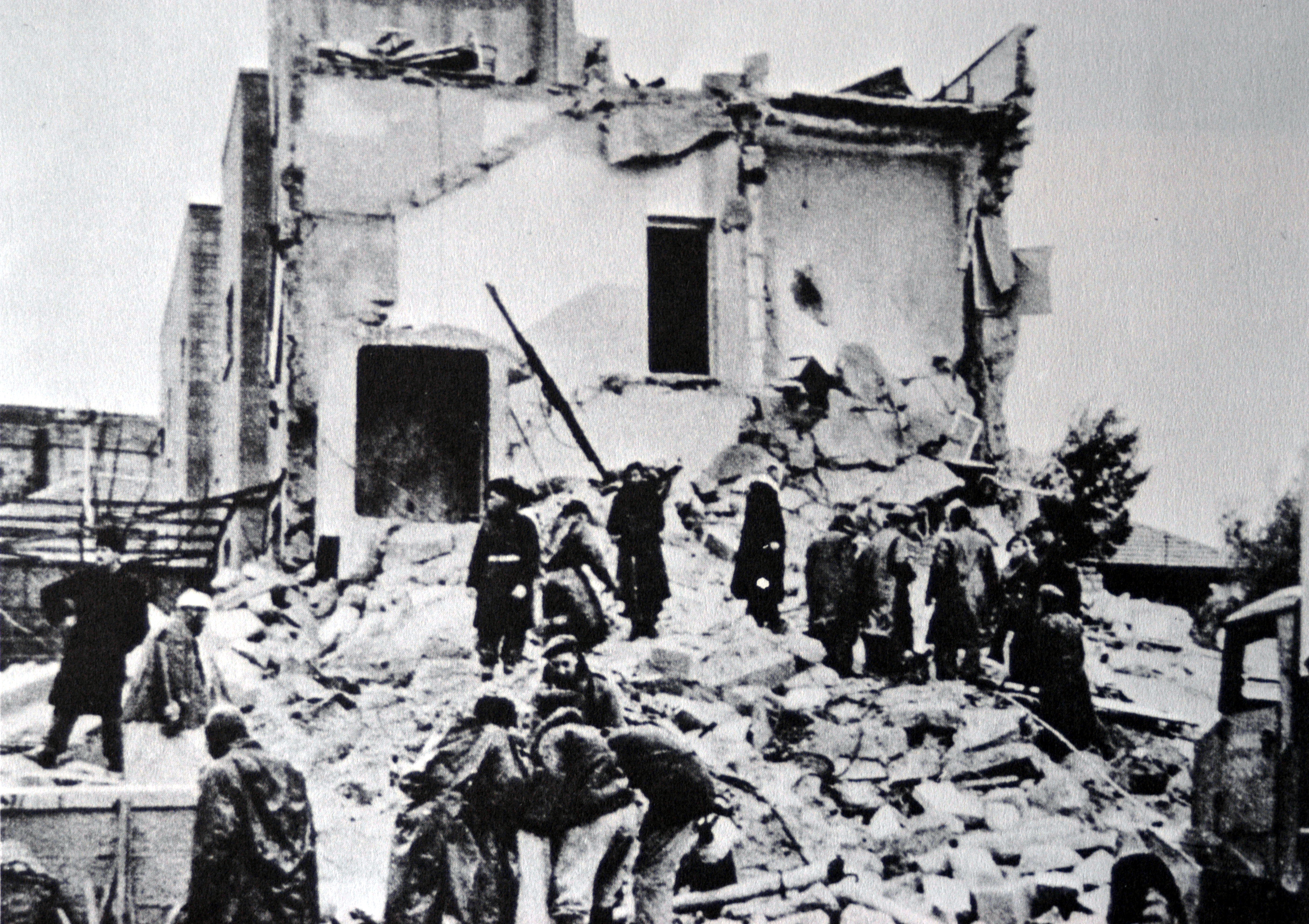
Les ruines de l'hôtel Sémiramis après l'attentat de la Haganah

Selon les rapports d'Associated Press de l'époque un porte-parole de la Haganah a déclaré que l'attaque de l'hôtel de Jérusalem avait été exécutée parce que «le bâtiment était un important lieu de rencontre de gangs arabes, où des armes étaient distribuées pour les villages de la région de Jérusalem». Il a poursuivi : "Malheureusement, nous ne pouvons pas frapper au quartier général arabe car il est caché dans une mosquée."
L'attaque a été sévèrement condamnée par les autorités britanniques, et David Ben-Gourion a limogé Mishael Shaham, l'officier de la Haganah responsable du secteur de Jérusalem, le remplaçant par David Shaltiel. Selon John B. Quigley, l'hôtel n'était pas un quartier général militaire et les autorités britanniques ont dénoncé l'attaque comme un "meurtre en masse d'innocents". Ilan Pappé et J. Bowyer Bell attribuent le bombardement à l'Irgoun.
Avant le bombardement, la jeep blanche distinctive d'Abd al-Kader al-Husseini, commandant des forces arabes de Jérusalem, avait été aperçue dans l'allée de l'hôtel.
Dans leur ouvrage "Ô Jérusalem!", Dominique Lapierre et Larry Collins écrivent que Mishael Shaham, le chef de la Haganah qui a organisé le bombardement, avait été envoyé à Jérusalem pour arrêter le flux de Juifs assiégés se retirant des zones mixtes de Jérusalem vers les zones juives. On pensait qu '«un coup dur dans le Katamon arabe ... pourrait forcer les Arabes à sortir du quartier et changer le climat psychologique de la ville».  Shaham a demandé "Où se trouve le quartier général arabe?".